# Estación Quebracho
Quebracho es una estación ferroviaria ubicada en la ciudad homónima, departamento de Paysandú, Uruguay.

## Servicios
Actualmente se encuentra sin operaciones de pasajeros. Entre 2011 y 2012, Trenes de Buenos Aires operaba los servicios del Tren de los Pueblos Libres que paraba en esta estación.